# Oleksandr Chira

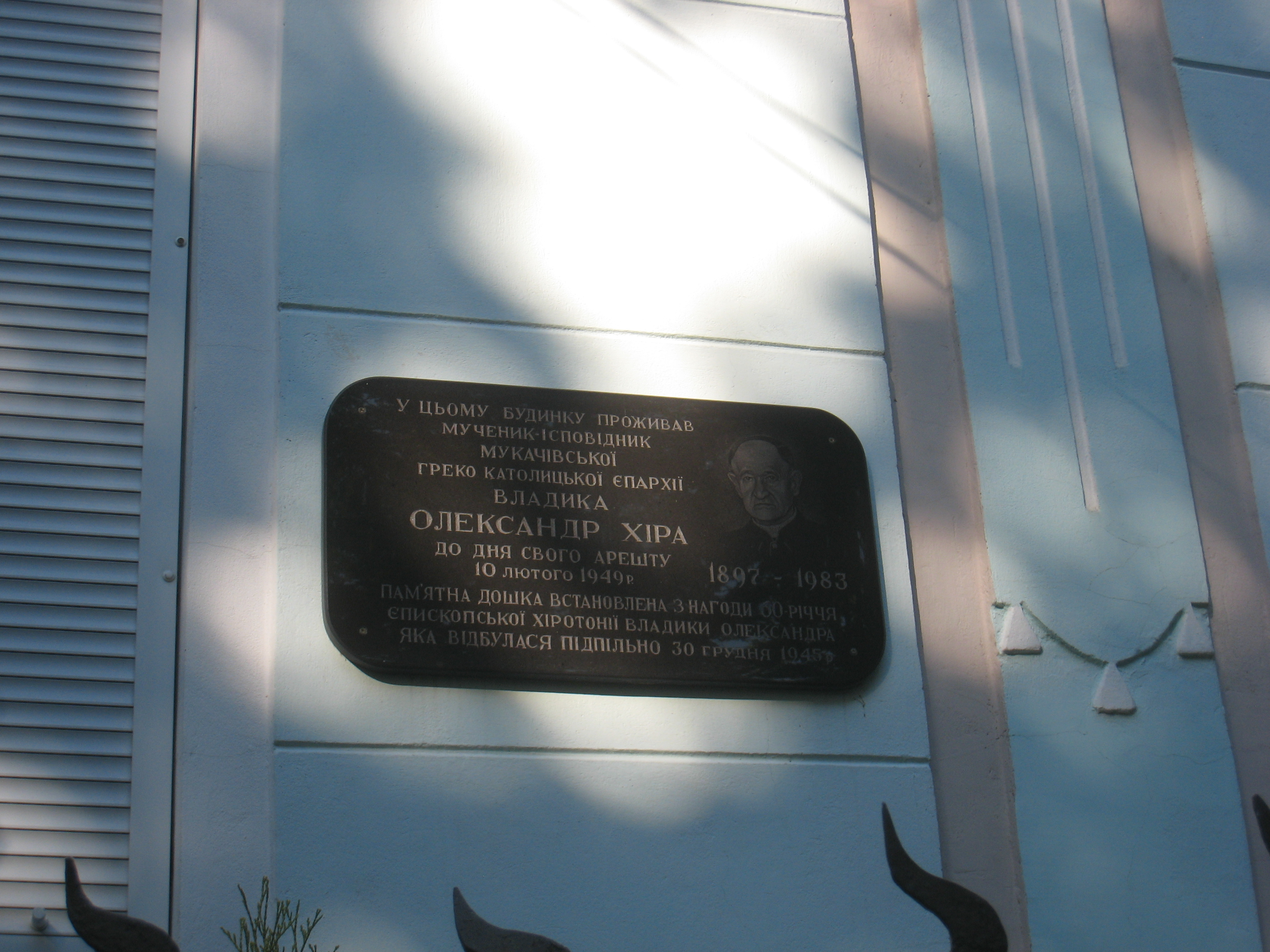
Una lapide commemorativa ricorda il luogo ove visse l'eparca Oleksandr Chira prima della deportazione

Oleksandr Kornylijovič Chira (in ruteno e in ucraino Олександр Корнилійович Хіра?, in ungherese: Sandor Chira; Vilhivți, 17 gennaio 1897 – Karaganda, 26 maggio 1983) è stato un vescovo cattolico ruteno.

## Biografia
Nacque in un villaggio ruteno della Rutenia subcarpatica, allora parte dell'impero austro-ungarico. Nel 1915 entra nel seminario diocesano di Užhorod e negli anni 1916 – 1920 studia alla facoltà teologica dell'Università di Budapest, terminata la quale il 19 dicembre 1920 viene ordinato sacerdote dall'eparca di Mukačevo Antal Papp. Dal 1924 insegna teologia nel seminario di Užhorod, dove sarà in seguito padre spirituale e rettore. Nel 1944 è nominato protosincello dal vescovo Teodoro Romža. Nel 1944, con l'instaurarsi del potere sovietico in Rutenia subcarpatica, il vescovo Romža, prevedendo la possibilità di essere fisicamente allontanato dalla diocesi, consacra segretamente due vescovi ausiliari che avrebbero dovuto sostituirlo in caso di arresto. Le consacrazioni avvengono clandestinamente, per non attirare l'attenzione dei servizi segreti. Chira viene consacrato vescovo il 19 dicembre 1944. Il secondo vescovo è Nikolaj Muranija.
Dopo la morte di monsignor Romža, avvelenato il 1º novembre 1947, il Chira fu arrestato il 10 febbraio 1949, in conformità con il piano di eliminazione della Chiesa greco-cattolica rutena. Dopo l'arresto viene trasferito dalla prigione di Užhorod a quella di Kiev. Il 6 agosto 1949 viene condannato a 25 anni di gulag e alla confisca di tutti i beni. Dal 1949 al 1956, sconta la pena nei gulag di Tajšet, Kemerovo e Omsk, nella Siberia Occidentale. Viene liberato, grazie all'amnistia generale, nel settembre 1956, e ritorna in Transcarpazia dove, sempre clandestinamente, svolge opera pastorale fra i credenti e riorganizza le strutture della Chiesa. Tuttavia, dopo meno di un anno di relativa libertà, il vescovo viene nuovamente condannato a 5 anni di gulag, senza il diritto di ritornare in Ucraina. Dal gennaio 1957 lavora in un gulag nelle vicinanze di Karaganda in Kazakistan. Dopo la liberazione, dal 1962 si stabilisce a Karaganda, dove vivrà fino alla morte. Pur lavorando ufficialmente in un'impresa sovietica, dirige segretamente la vita spirituale dei cattolici e greco-cattolici. Nel 1978 Chira riesce a registrare ufficialmente la comunità cattolica per i fedeli di rito latino, in gran parte tedeschi deportati. Il vescovo diventa il loro parroco fino al momento della sua morte. Nessuno dei credenti sa che è vescovo, tutti lo chiamano padre Aleksandr. Chira continua a dirigere la sua diocesi catacombale greco-cattolica di Mukačevo, soprattutto ordinando clandestinamente nuovi sacerdoti. Nel 1964 consacra vescovo il sacerdote greco-cattolico ucraino Josaphat Josyf Fedoryk nominato esarca per l'Asia Centrale da Josyp Slipyj. Il 24 agosto 1978 consacra clandestinamente Ivan Semidij a cui affida la guida dell'Eparchia di Mukačevo. Chira muore il 23 maggio 1983 è sepolto accanto alla cattedrale latina. Viene riabilitato post mortem il 28 aprile 1989.

## Genealogia episcopale e successione apostolica
La genealogia episcopale è:
- Arcivescovo Onofrio Costantini
- Arcivescovo Filoteo Zassi, O.S.B.M.
- Arcivescovo Basilio Matranga, O.S.B.M.
- Arcivescovo Giuseppe Schirò, O.S.B.M.
- Arcivescovo Jason Junosza Smogorževsky
- Vescovo Petro Bielański
- Arcivescovo Anton Anhelovyč
- Cardinale Mihail Lewicki
- Vescovo Vasyl Popovyč
- Vescovo Jozef Gaganecz
- Vescovo János Pásztélyi Kovács
- Vescovo Ján Vályi
- Vescovo Gyula Firczák
- Vescovo Julije Drohobeczky
- Arcivescovo Antal Papp
- Vescovo Miklós Dudás, O.S.B.M.
- Vescovo Teodoro Romža
- Vescovo Oleksandr Chira

La successione apostolica è:
- Vescovo Josaphat Josyf Fedoryk, O.S.B.M. (1964)
- Vescovo Constantin Szabó (1977)
- Vescovo Ivan Semedi (1978)
- Vescovo Josyf Holovach (1983)